# Tartarocreagris
Genre
Tartarocreagris est un genre de pseudoscorpions de la famille des Neobisiidae.

## Distribution
Les espèces de ce genre sont endémiques des États-Unis. Elles se rencontrent au Texas, en Arkansas et en Oklahoma.

## Liste des espèces
Selon Pseudoscorpions of the World (version 3.0) :
- Tartarocreagris altimana Muchmore, 2001
- Tartarocreagris amblyopa Muchmore, 2001
- Tartarocreagris attenuata Muchmore, 2001
- Tartarocreagris comanche Muchmore, 1992
- Tartarocreagris cookei Muchmore, 2001
- Tartarocreagris domina Muchmore, 2001
- Tartarocreagris grubbsi Muchmore, 2001
- Tartarocreagris hoodensis Muchmore, 2001
- Tartarocreagris infernalis (Muchmore, 1969)
- Tartarocreagris intermedia Muchmore, 1992
- Tartarocreagris ozarkensis (Hoff, 1945)
- Tartarocreagris proserpina Muchmore, 2001
- Tartarocreagris reyesi Muchmore, 2001
- Tartarocreagris texana (Muchmore, 1969)

## Publication originale
- Ćurčić, 1984 : A revision of some North American species of Microcreagris Balzan, 1892 (Arachnida: Pseudoscorpiones: Neobisiidae). Bulletin of the British Arachnological Society, vol. 6, no 4, p. 149-166 (texte intégral).